# Krążowniki rakietowe typu Leahy
Krążowniki rakietowe typu Leahy – amerykańskie krążowniki rakietowe, które zaczęły wchodzić do służby w roku 1962. Początkowo okręty klasyfikowano jako duże niszczyciele, jednak od 1975 po reformie klasyfikacji okrętów, klasyfikowane są jako krążowniki rakietowe.

## Historia
Zamówienia na budowę 9 okrętów typu Leahy zostały złożone w latach 1959–1960 w pięciu różnych stoczniach. Budowa pierwszego okrętu serii USS "Leahy" rozpoczęła się 3 grudnia 1959 w stoczni Bath Iron Works. Wodowanie miało miejsce 1 lipca 1961, wejście do służby 4 sierpnia 1962. W ciągu kolejnych 19 miesięcy do służby weszło 8 pozostałych jednostek serii. Okręty zaprojektowano do eskortowania grup uderzeniowych których trzon stanowiły lotniskowce. Oprócz podstawowego zadania jakim była obrona przeciwlotnicza, mogły zwalczać także okręty podwodne a po wyposażeniu w pociski Harpoon także jednostki nawodne.
Pierwszej poważnej modernizacji okręty zostały poddane w roku 1970, kiedy to zmodernizowano urządzenia radarowe jednostek. Kolejny program modernizacji rozpoczął się w 1980 i obejmował instalację nowych wersji uzbrojenia.
Okręty tego typu jako ochrona lotniskowców wzięły udział m.in. w wojnie wietnamskiej i w wojnie w Zatoce. Proces wycofywania okrętów ze służby rozpoczął się w 1993. Ostatnią jednostkę wycofano ze służby w 1995.

## Wypadki
- 16 kwietnia 1972 USS "Worden" został trafiony przez dwa  antyradarowe pociski AGM-45 Shrike omyłkowo wystrzelone przez amerykański samolot, w wyniku czego jeden członek załogi zginął a 9 zostało ciężko rannych.
- 30 października 1989 w USS "Reeves" trafiła  250 kilogramowa bomba omyłkowo zrzucona przez samolot F/A-18 Hornet w wyniku czego oprócz pożaru i uszkodzonego okrętu zostało rannych 5 marynarzy.